# Dumitru Panaitescu
Dumitru Panaitescu (* 1. Mai 1913; † unbekannt) war ein rumänischer Boxer.

## Werdegang
Dumitru Panaitescu belegte bei den Europameisterschaften 1934 den vierten Platz und nahm an den Olympischen Sommerspielen 1936 in Berlin teil. Im Fliegengewichtsturnier schied er in der ersten Runde gegen den Philippiner Felipe Nunag aus.
1938 und 1943 bestritt er jeweils drei Profikämpfe.